# National Security - Sei in buone mani
National Security - Sei in buone mani (National Security) è un film del 2003 diretto da Dennis Dugan.

## Trama
L'agente di polizia Hank Rafferty e il suo fido compagno Charlie Reed ricevono una segnalazione dalla centrale riguardante una rapina in un magazzino. I due poliziotti arrivano sul posto e rimangono coinvolti in una sparatoria nella quale Charlie rimane ucciso: l'assassino ha un tatuaggio sulla mano. Hank vorrebbe partecipare alle indagini, ma il detective McDuff gli nega l'opportunità.
Nel frattempo il sorvegliante Earl Montgomery viene cacciato dall'accademia della polizia di Los Angeles a causa del suo atteggiamento. Hank riprende il suo lavoro e si imbatte in Earl che cerca di aprire la sua macchina in modo tanto strano da sembrare un ladro. I due hanno una finta colluttazione in quanto Hank, cercando di scacciare un calabrone alla cui puntura Earl è allergico, sembra che picchi quest'ultimo con il manganello: la scena viene ripresa da un passante facendo diventare il caso di grossa rilevanza per i mass media.
Dopo essere stato condannato a 6 mesi di reclusione Hank diventa un sorvegliante. Una notte si reca in un magazzino di bibite dove è in corso una rapina, qui incontra Earl che fa il suo stesso lavoro. I membri della banda criminale sono gli stessi che hanno ucciso il compagno di Hank. Hank ed Earl inizieranno a collaborare per catturare i criminali, ma vengono erroneamente fermati da una volante della polizia mentre inseguono il furgone dei criminali. Hank vuole investigare da solo, ma Earl non intende lasciarlo fare e perdersi un'opportunità di lavorare come agente vero. I due riescono a recuperare il bottino di una rapina milionaria e lo nascondono a casa della ex ragazza di Hank, una donna di colore che, a causa dell'accusa di pestaggio razzista di Hank, lo ha lasciato. Earl si dice disposto a chiarire le cose con lei e spiegarle che è stato tutto un equivoco, ma dopo aver scoperto che è nera cambia idea e provoca un altro litigio. In strada Hank gli tira un pugno in faccia sfogando tutta la sua rabbia per il comportamento egoista e infantile del collega. Hank viene inseguito dalla polizia ed Earl lo salva scappando con lui, entrambi sono ricercati. Capiscono che la sola spiegazione è che ci siano agenti corrotti in polizia che li abbiano presi di mira per aver sottratto loro la merce. Mentre indagano, durante una sparatoria, Earl viene colpito di striscio da un proiettile e portato a casa della ex fidanzata di Hank, infermiera, per curarlo. A causa di un calabrone, lei vede di nuovo Hank che cerca di scacciarlo ed Earl che tenta di scappare dall'insetto. Così la donna capisce che Hank non ha mai picchiato Earl e, per fargliela pagare di non aver parlato ed evitato una condanna ad Hank (e l'odio della comunità nera della città), lo prende a schiaffi, riappacificandosi poi con l'ex fidanzato e tornando insieme a lui.
I due infine scopriranno che lo stesso detective McDuff è il poliziotto corrotto a capo dell'organizzazione criminale, e il suo vice, Nash, altri non è che il criminale che ha ucciso Charlie (Hank lo riconosce grazie al tatuaggio sulla mano); i due poliziotti decidono quindi di fissare un appuntamento con McDuff, che ha rapito anche il tenente Washington, che era stato avvisato dell'identità della talpa la sera precedente ma che, essendo stato sorvegliato da uno degli uomini di McDuff, è stato preso da quest'ultimo per usarlo come ostaggio; i due, seppur presi in trappola, riescono a mettere in salvo Washington e affrontano in un movimentato scontro a fuoco gli uomini di McDuff, il quale resta ucciso da un proiettile nello scontro. Hank è disarmato, ma, vedendo Earl sotto tiro da parte di uno dei due uomini rimasti, urla per avvisarlo e viene colpito allo stomaco da quest'ultimo con la sua arma da fuoco. Earl uccide il cecchino con gli ultimi proiettili e poi ha uno scontro a mani nude con Nash. Hank è ancora vivo e sale su una piccola gru vicina, per poi vendicare Charlie uccidendo Nash, lanciandolo tra gli scogli con il gancio della gru, salvando Earl che si aggrappa al cavo per non cadere come Nash. Hank ed Earl ricevono un encomio pubblico dove vengono acclamati come eroi, così la credibilità di Hank viene riabilitata e torna ad essere un agente di polizia, con la sua fidanzata, mentre Earl viene finalmente promosso ad agente a propria volta. I due diventano anche ufficialmente compagni di lavoro.

## Citazioni
- Nei primi minuti del film, Earl si esibisce in un percorso addestrativo particolarmente complesso che termina con una prova di tiro. Quando ha dei bersagli da abbattere, lascia un bersaglio armato fino ai denti. Alla domanda del suo capo sul perché non lo abbia colpito lui incomincia a dare una serie di giustificazioni che ricalcano a pieno quelle date da James D. Edwards (Will Smith) in Men in Black dopo aver lasciato sana una sagoma aliena anziché quella di una bambina[senza fonte].